# Exit (musikalbum)
Exit är ett musikalbum av det finska grindcorebandet Rotten Sound.

## Låtlista
1. "Exit" - 1:05
2. "Burden" - 1:45
3. "Sell Your Soul" - 1:23
4. "V.S.A." - 2:10
5. "Follow" - 1:37
6. "Maggots" - 0:34
7. "Slave" - 1:34
8. "Mass Suicide" - 1:54
9. "Soil" - 1:31
10. "Fail and Fall" - 0:42
11. "Greed" - 0:48
12. "Slay" - 0:51
13. "Western Cancer" - 1:22
14. "Nation" - 1:48
15. "Havoc" - 1:39
16. "Traitor" - 1:13
17. "XXI" - 1:35
18. "The Weak" - 4:54

## Medverkande
- Keijo Niinimaa - sång
- Mika Aalto - gitarr
- Toni Pihlaja - bas
- Kai Hahto - trummor